# Platymetopius occultatus
Platymetopius occultatus är en insektsart som beskrevs av Dubovsky 1970. Platymetopius occultatus ingår i släktet Platymetopius och familjen dvärgstritar. Inga underarter finns listade i Catalogue of Life.